# ZyXEL

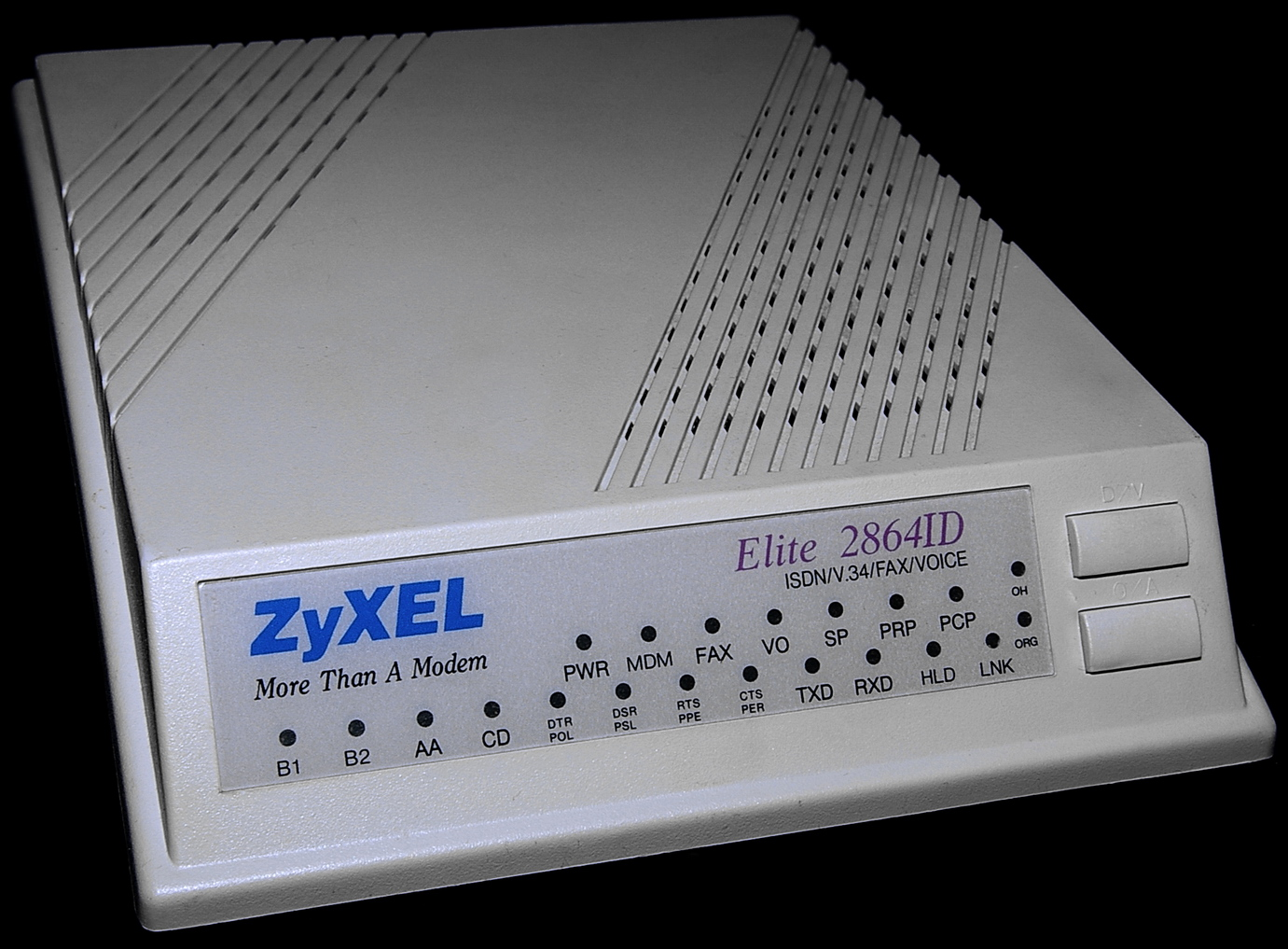

Zyxel Communications Corporation este o companie globală de sisteme Unified Threat Management (UTM). Cu peste 2.000 de angajați și o rețea de distribuție care acoperă mai mult de 70 de țări, compania dezvoltă rețele în Taiwan, SUA și Germania, ajutând clienții - utilizatorii privați și întreprinderile - să își deblocheze potențialul de afaceri global. 

## Istoric
Înființată pe 16 august 1989, compania a câștigat rapid importanță și se numără, astăzi, pe lângă Cisco, printre marile companii din acest sector. Pe langă de sediul său central din Taiwan, Zyxel are filiale în Danemarca, Germania, Franța, Olanda, Norvegia, Suedia, SUA, Marea Britanie, Republica Populară Chineză, Europa de Est și alte țări. 
Zyxel are mai mult de 2.000 de angajați în întreaga lume, cu aproximativ 25% angajați în cercetare și dezvoltare. În plus, Zyxel a reinvestit aproximativ 6% din vânzările anuale în acest domeniu. 

## Produse
Digital Home Produse: 
- WiFi Mesh System
- WLAN-Repeater
- WiFi router
- Cameră IP cu acces cloud
- Swiciuri
- Linie electrică și adaptor
- NAS - cloud privat
- LTE / 4G router

Produsele IMM / SMB: 
- Firewall
- Licențe și servicii
- Instrumente de gestionare și analiză
- întrerupătoare
- AP-uri Wi-Fi și controller
- Nebula Cloud Controller
- LTE / 4G gateway
- Network Management
- DSL in-house
- Hotspot și Business Router

Service Provider: 
- WiFi Router Mesh
- DSL CPE
- MSAN / DSLAM
- Fiber (Fiber Access)
- Carrier și Access Switches
- LTE 4G CPE
- Rețea Extender
- Gestionarea rețelei